# Repositorio de la Facultad de Filosofía y Letras de la UNAM
Repositorio Athenea Digital antes conocido como Repositorio de la Facultad de Filosofía y Letras de la UNAM es una biblioteca digital que compila la producción académica de la facultad en una plataforma de acceso abierto. Forma parte del Repositorio Nacional del Consejo Nacional de Humanidades, Ciencias y Tecnología desde 2019 como parte de su estrategia nacional de acceso abierto de información científica.
Su objetivo principal es recopilar, difundir y preservar la producción documental de la facultad resultado de sus actividades de investigación, difusión y docencia, mediante la cultura de la ciencia y acceso abierto. 

## Antecedentes
El Repositorio de la Facultad de Filosofía y Letras de la UNAM es producto del Megaproyecto de Tecnologías para la Universidad de la Información y la Comunicación creada en el 2006. El auge de la digitalización motivó el crecimiento del proyecto. La Facultad de Filosofía y letras de la UNAM fue la primera en retomarlo, de esa manera la comunidad académica podría compartir documentos digitales de su obra. Esta colección digital está organizada por comunidades, se divide en colegios que forman parte de las licenciaturas de la facultad, de la División de Estudios Superiores, Universidad Abierta, Cátedras Extraordinarias, y Posgrados.

## Avances
Inicialmente, el repositorio incorporó tres mil 181 tesis de doctorado, 447 artículos de revista, y cien artículos y anuarios.Actualmente el repositorio Athenea Digital está compuesto de colecciones para cada comunidad perteneciente a la Facultad de Filosofía y Letras y a sus actividades. La plataforma alberga materiales desde 1933 hasta 2024, que consisten en artículos de revista, artículos editoriales, libros, memorias de ponencias y congresos, fascículos, tesis de licenciatura, maestría y doctorado, entre otros. De forma recurrente se incorporan nuevos aportes de revistas, escritos históricos sobre la facultad, biografías de profesores eméritos, tesis, entre otros, con el fin de generar recursos de información accesibles y de alta calidad al público en general y a comunidades académicas.